# Masacrul de la Jilava
Masacrul de la Jilava a avut loc în noaptea de 26/27 noiembrie 1940, la Închisoarea Militară Jilava, când un grup de legionari înarmați a ucis un număr de 64 deținuți politici, 5 dintre aceștia fiind foști demnitari ai fostului regim de dictatură regală.

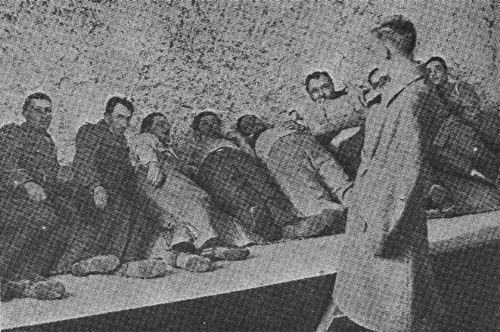
Reconstituirea asasinatelor de la Jilava - legionarul Marcu Octavian arată cum i-a executat pe prizonieri - legenda identică cu originalul.

Un al doilea „masacru de la Jilava”, care nu face obiectul acestiu articol, a avut loc pe parcursul pogromului comis de către aceeași mișcare în cadrul Rebeliunii legionare din ianuarie 1941, odată în pădurea Jilava, și apoi la primăria comunei.

## Contextul politic
După proclamarea Statului Național-Legionar, în data de 14 septembrie 1940, prin Decretul-lege nr. 3321 bis din 23 septembrie 1940, completat prin Decretul 3321 bis din 3 octombrie 1940, a fost înființată Comisia specială de anchetă criminală, cu sarcina de a ancheta și instrumenta toate crimele comise contra legionarilor în perioada regimului de "dictatură regală".(24 februarie 1938 - 6 septembrie 1940) Comisia Specială de anchetă îl avea drept președinte pe Eugeniu Bănescu, Consilier al Curții de Casație, plus trei membri. Comisia a anchetat efectiv începând cu 4 octombrie 1940, în 38 de ședințe, în care s-au luat 60 de interogatorii și 58 declarații de martori, ancheta derulându-se efectiv până în data de 26 noiembrie 1940, prin decretul 3009 din 8 decembrie 1940, comisia fiind desființată.  
Inițiativa arestării marilor vinovați de crimele regimului carlist i-a aparținut lui  Ion Antonescu. Listele cu cei învinuiți de crime contra legionarilor au început să fie întocmite la Prefectura Poliției începând cu data de 27 septembrie 1940. Listele erau prezentate de către Constantin Orășanu, secretarul general al Prefecturii de poliție, subsecretarului de stat din ministerul de interne, Alexandru Rioșianu, omul de încredere al lui Ion Antonescu, care hotăra cine să fie arestat.(Ordonanța definitivă a Tribunalului Militar al C.M.C. Judecător de instrucție, Cabinetul Nr.10, Cpt. rez. Ion Răsnovanu.)   Poliția legionară avea să fie înființată abia după o lună, la sfârșitul lunii octombrie, printr-o decizie ministerială, confirmată de un comunicat al lui Horia Sima din 30 noiembrie 1940. 
În data de 26 noiembrie, un comando legionar a executat sumar un număr de 64 deținuți la Jilava, cei 33 menționați anterior, plus încă alți 31, care fuseseră arestați ulterior. 
Datorită acestui eveniment, lucrările comisiei au fost sistate, comisia nemaifiind în măsură să-i trimită pe arestați în fața justiției. Deși comisia nu a reușit să stabilească ierarhia precisă a responsabilităților, din documentele de arhivă, cuprinzând declarațiile martorilor și participanților la aceste crime fără precedent în istoria României, se poate reconstitui firul acelor evenimente și de asemenea, se pot deduce responsabilii.
Un caz mai deosebit este cel al lui Mihail Moruzov, fost director al Serviciului Secret de Informații, arestat în noaptea de 5/6 septembrie 1940, pe când se întorcea de la o consfătuire cu amiralul Canaris, șeful Abwehr-ului, de la Veneția. Acesta, în calitate de șef direct al lui Nicu (zis Niky) Ștefănescu, adjunctul său, era responsabil pentru anchetele derulate sub tortură ale acestuia, prin care urmărea să "smulgă mărturisiri" legionarilor arestați. De asemenea contribuise direct la elaborarea listei celor 105 căpetenii legionare ce fuseseră asasinate în 21/22 septembrie 1939, în cadrul operațiunii de represalii ordonate de către Carol al II-lea în urma asasinării lui Armand Călinescu.
Mandatul de arestare a fost emis la cererea generalului Ion Antonescu, care în 6 septembrie 1940 fusese investit prim ministru cu puteri sporite de către Carol al II-lea, care abdicase în favoarea fiului său. Pe lângă faptul că distrusese documente de arhivă, Moruzov mai era acuzat și de abateri grave de la regulamentul SSI, deoarece întocmise un "dosar compromițător" despre doamna Lița Baranga, mama lui Ion Antonescu, în vârstă de 82 de ani în 1940, și-i "regizase" acestuia un proces de bigamie, proces câștigat de general. Adversar ireductibil al activităților ilegale ale lui Moruzov, instigate de Carol al II-lea, Antonescu strângea de peste un deceniu dovezi asupra conspirațiilor politice ale acestuia în cadrul SSI.

## Victime

### Lista victimelor
Victimele erau internate în celule închise cu lacăt, repartizați după cum urmează, cu tabele nominale pe ușa fiecărei celule :
- Celula Nr.1 : Mihail Moruzov, fost director al SSI. (Serviciul Secret de Informații al Armatei)[4]
- Celula Nr.2 : col. Ștefan Gherovici.
- Celula Nr.3 : Victor Iamandi, fost ministru al Justiției, mr. Frederic Damian, slt. Traian Cinghiță.
- Celula Nr.4 : gral. Gabriel Marinescu (zis Gavrilă), fost Prefect al Poliției Capitalei.
- Celula Nr.5 : col. Vasile Zeciu.
- Celula Nr.6 : mr. Alexandru Popescu, mr. Aristide Macoveanu.
- Celula Nr.7 : gral. Gheorghe Argeșanu, fost prim-ministru, col. Anibal Panaitescu.
- Celula Nr.8 : mr. Iosif Dinulescu
- Celula Nr.9 : gral. Ioan Bengliu, fost comandant al Jandarmeriei.
- Celula Nr.10 : Ion Stănciuc, Constantin Sârbu, Vasile Tașcă, Nicolae Zăinescu, Ștefan Nițu, Vasile Moisescu, Nicolae Bularda, Gheorghe Niculescu, Constantin Popescu, Gheorghe Oancea, Crăciun Neacșu, Petre Gheorghe.
- Celula Nr.11 :  Ichim Gavrilă, Eugen Zugravu, Paraschiv Coman, Ion Balint, Stanciu Lolescu, Gheorghe Comșa, Olimpiu Mărculeț, Mihai Radu, Nicolae Bărbulescu, Gheorghe Boghici, Dumitru Marin.
- Celula Nr.15 : Nicu Ștefănescu (zis Niky), fost adjunct al directorului SSI.
- Celula Nr.16 : mr. Alexandru Blebea
- Celula Nr.17 : Ion Panova, Bonea Niculescu, Otto Reiner, Laurențiu Constantinescu, Petre Malenschi, Nicolae Găman, Iordănescu Iordache, Iuliu Horwath, Victor Horwath, Mihai Vârfureanu, Virgil Diculescu.
- Celula Nr.18 : Constantin Bouleț, Pavel Patriciu, Nicolae Lescenco, Nicolae Bobocea, Marius Boțu, Tudor Miron, Petre Tudor, Dumitru Bileca, Nicolae Bileca, Marin Georgescu, Constantin Culețu, Spiru Dumitrescu, Blănuță Nicolae.
- Celula Nr.19. Radu Pascu, lt.-col. Dumitru Niculescu.

În total, 64 de persoane, din care 5 foști demnitari. Cu excepția gen. Gheorghe Argeșanu, toți cei 10 ofițeri uciși proveneau din Jandarmerie. Singurul politician era Victor Iamandi. Restul erau subofițeri de poliție, siguranță și jandarmi, și doi civili, studentul Mihail Vârfureanu și un anume Virgil Diculescu.

### Statutul juridic al victimelor
În urma anchetei Comisiei speciale de anchetă criminală, aceasta a emis inițial un număr de 33 de mandate de arestare, vizând responsabilii prezumtivi de asasinatele din 29/30 noiembrie 1938, (Corneliu Zelea Codreanu, cei trei Nicadori și cei zece Decemviri, dar și de următoarele, cele 252 persoane asasinate în 21/22 septembrie 1939, plus alte 26 asasinate, în total 292 persoane asasinate fără judecată, respectiv: generalul Gabriel Marinescu, fost prefect al Poliției Capitalei, generalul Ioan Bengliu, fost inspector general al Jandarmeriei, generalul Gheorghe Argeșanu, fost comandant al Corpului II de Armată, Radu Pascu, fost președinte al Curții de Apel București, colonel Vasile Zeciu, fost prim-procuror militar, colonel Ștefan Gherovici și colonel Anibal Panaitescu din Jandarmerie, maiorii Iosif Dinulescu, Aristide Macoveanu și Alexandru Popescu din Jandarmerie, Ernest Urdăreanu, fost mareșal al Palatului, dispărut, (a fost făcută o cerere de extrădare din Spania, căreia autoritățile spaniole nu i-au dat curs) Vasile Parisianu, fost director în Prefectura Poliției Capitalei (extrădat din Iugoslavia), Nicu Ștefănescu (zis Niky), fost director în Siguranța Generală, comisarul Pavel Patriciu din Prefectura Poliției Capitalei, agenții de poliție ; Gheorghiu Petre, Niculae Găman, Constantin I. Popescu, jandarmul Ion Iordache zis Iordănescu, Gh. Comșa și Nicolae Lescenco, jandarmi ; plutonier major Nițu Ștefan, plutonierii Nicolae Bularda, Ion N. Cașotă, Neacșu Crăciun, V. Moisescu, Gh. Niculescu, Gh. Oancea, Const. Sârbu, Ion Stănciucu, V. Tașcă și Nicolae Zăinescu, sergentul instructor Tudor Petre și soldatul Barabas Ion. 
În scurtă vreme, comisia a stabilit că în multe crime mai erau implicați 55 prefecți de județ, 55 comandanți de jandarmi, cel puțin tot atâția comisari, inspectori și ofițeri de jandarmi, plus 20 de executanți ai crimelor respective, comisia urmând să redacteze mandatele de arestare, emițând o parte din ele, care a condus la alte arestări. O parte din mandate, emise pentru închisoarea Văcărești, au fost remise comisiei de către Prefectul Poliției, colonelul Ștefan Zăvoianu, pentru a fi emise pentru Închisoarea Militară Jilava, cerere ce se baza pe un decret ce prevedea ca închisorile militare să poată primi și persoane trimise în prevenție de comisiile de anchetă ale Ministerului de Justiție. 
Pe numele restului de 31 de persoane asasinate la Jilava nu fuseseră emise mandate de arestare în regulă, dat fiindcă închisoarea Jilava era închisoare militară. Comisia de anchetă  afirmă că din cele 64 de victime, numai 28 aveau mandate de arestare în regulă, emise de comisie pentru Jilava, dintre care 16 fuseseră reținuți de poliția legionară, fără forme legale, pentru restul de 12, comisia de anchetă găsind probe zdrobitoare, a dispus ulterior emiterea de mandate de arestare în regulă.
Pentru un număr de 6 arestați, respectiv agenții de poliție Bonea Niculescu, Tudor Miron, Constantin Bouleț, Marin Georgescu și Laurențiu Constantinescu, ca și pentru slt. Traian Cinghiță, comisia a făcut o adresă formală către Prefectura Poliției (Adresa nr. 206/19 noiembrie 1940) pentru a fi puși în libertate, dar aceștia au fost reținuți și în zilele următoare, fiind uciși împreună cu restul.

### Acuzațiile aduse victimelor
Scopul urmărit de Comisia Specială de anchetă criminală era de a stabili persoanele responsabile pentru cele 292 asasinate comise contra legionarilor în perioada regimului de "dictatură regală"(24 februarie 1938 - 6 septembrie 1940) Pentru cei 5 demnitari, ca și pentru restul de ofițeri superiori proveniți din Jandarmerie, faptele erau clare, dat fiindcă existau ordinele scrise și semnate de respectivii, care incriminau fără dubiu participarea acestora la asasinatele din 29/30 noiembrie 1938. S-a adăugat la toate acestea și depoziția plt. Constantin Sârbu, cel care-l strangulase pe Căpitan, singura publicată în presă, care releva rolul fiecăruia din acești ofițeri superiori în asasinarea Căpitanului, Nicadorilor și Decemvirilor, în profanarea cadavrelor și ascunderea crimei. Comisia nu a reușit să descopere implicarea lui Armand Călinescu în aceste asasinate, aceasta apărând mult mai târziu, după publicarea memoriilor fostului prim-ministru. De asemenea, era clară responsabilitatea gen. Gheorghe Argeșanu în asasinatele din 21/22 septembrie 1939, numit prim-ministru pentru a "pacifica țara", respectiv pentru a organiza și executa cele 252 asasinate fără judecată. Victor Iamandi, de asemenea, în calitate de ministru de justiție (30 martie 1938-23 noiembrie 1939), a contribuit în mod hotărâtor la emiterea de acte normative menite să acopere "legal" crimele comise. În plus, legionarii îl acuzau că în 30 decembrie 1933 ar fi ordonat asasinarea lui Sterie Ciumetti, de către comisarii de poliție Ion Panova și Aurelian Negrescu, crimă care nu intra în categoria celor investigate de comisie. În ceea ce privește executanții crimelor, stabilirea responsabilităților era mai complicată. Înfiintarea comisiei de anchetă a deschis o problemă de procedură : stabilirea responsabililor și responsabilităților. Decretul suplimentar din 3 octombrie, a adus noi precizări și a stabilit normele de procedură în stabilirea vinovățiilor. Anterior, în discuțiile avute cu Ion Antonescu, care dorea să fie aduși în fața justiției și responsabilii politici pentru aceste crime, ceea ce ar fi însemnat câteva mii de oameni, Horia Sima a propus ca să fie aduși în fața justiției doar responsabilii direcți, cei care au dat ordinele, iar dintre executanți, doar cei care au făcut dovadă de cruzime, în această categorie intrând cei 14 jandarmi strangulatori de la Tâncăbești, agenții de poliție care supuseseră arestații la torturi, "echipele morții" din cadrul Siguranței care aruncaseră legionari de vii în cuptorul Crematoriului "Cenușa" din București, etc... . Din acest moment au început disensiunile cu comisia. Slt. Cinghiță, acuzat de legionari că în lagărul de la Vaslui, în cazul celor 31 de asasinate petrecute în 22 septembrie 1939, nu ar fi respectat protocolul execuției prin împușcare, mitraliindu-i pe cei 31 de legionari în grup, a fost absolvit de comisie, care a dispus punerea lui în libertate. În aceste condiții, col. Ștefan Zăvoianu, Prefectul Poliției Capitalei, a refuzat să dea curs acestei decizii. Mai era și cazul studentului Mihai Vârfureanu, fost comandant legionar, dovedit colaborator al Siguranței, acuzat de arestarea și asasinarea Nicoletei Nicolescu. Unul dintre reținuți, plutonierul de jandarmi Tudor Petre, a fost  arestat datorită  unei neglijențe a comisiei, având același nume cu unul din cei 14 jandarmi strangulatori, fiind și el asasinat. Ulterior s-a susținut că președintele comisiei, Eugeniu Bănescu, ar fi făcut demersuri pentru eliberarea acestuia, dar că poliția legionară ar fi refuzat să-l elibereze. Printre victime, în celula Nr. 17 s-a aflat și un anume Virgil Diculescu, despre care tatăl său a afirmat ulterior că a căzut victimă a secretarului general al Prefecturii de poliție, chestorul Constantin Orășanu, individ protejat de Gabriel Marinescu, care avusese un conflict cu Virgil Diculescu, deoarece refuzase să plătească 30 de sticle de șampanie, consumate la nunta fiicei sale. În sprijinul acestei afirmații, comisia de anchetă a asasinatelor de la Jilava, susține că acest Virgil Diculescu nu a avut nici o funcție publică și nici o tangență cu crimele comise contra legionarilor, el apărând ca o victimă colaterală a unui polițist corupt. Chiar și așa, lista pe care era trecut Virgil Diculescu, ca și altele, descoperite ulterior, ale aceluiași Constantin Orășanu, au fost aprobate de subsecretarul de stat din ministerul de interne, Alexandru Rioșianu, omul de încredere al lui Ion Antonescu. Ulterior, Constantin Orășanu va fi și el inculpat în procesul asasinatelor.

## Asasinatul

### Pregătirea
În data de 26 noiembrie 1940, Închisoarea Militară Jilava se afla sub comanda colonelului Opriș, iar paza deținuților, reținuților și condamnaților era asigurată de o gardă legionară. Garda avea 7 posturi/3 schimburi, un caporal de gardă, un comandant, un planton/3 schimburi în corpul de gardă, plus 4 oameni auxiliari. Personalul gărzii era furnizat în general de Corpul Muncitoresc Legionar. Paza închisorii era asigurată de militari. Echipa de legionari ce urma să schimbe garda din 25/26 noiembrie, având drept comandant pe un anume  Ion Tapangea, s-a format în jurul orelor 20, la Prefectura Poliției Capitalei, fiind condusă de comisarul legionar Gheorghe Crețu. Schimbul anterior, din 24/25 noiembrie avea drept comandant pe un anume Constantin Savu, care a rămas în continuare în incinta fortului. Garda legionară, sub comanda comisarului Gheorghe Crețu s-a deplasat la Jilava, folosind o mașină a poliției. Aceasta a fost însoțită de un autoturism în care se aflau Dimitrie Grozea (Dumitru Groza), comandantul Corpului Muncitoresc Legionar (CML), chestorul legionar Romulus Opriș și de comisarul legionar Pavel Grimalschi. Odată ajunși la Închisoarea Militară Jilava, s-a procedat la predarea-primirea schimbului (schimbarea gărzii), fiecare legionar trecând la post. În jurul orelor 24, Dimitrie Grozea i-a strâns pe toți legionarii în corpul de gardă, explicându-le că trebuie uciși în acea noapte toți cei 64 deținuți politici, pentru a răzbuna moartea Căpitanului. Ulterior, comisarul legionar Gheorghe Crețu avea să declare că se luase această decizie, deoarece aflaseră că în ziua următoare garda legionară urma să fie înlocuită cu una formată exclusiv din militari. Dimitrie Grozea avea deja o listă cu împărțirea pe celule a legionarilor ce urmau să execute prizonierii.(text preluat integral din Ordonanța definitivă a Tribunalului Militar al C.M.C. Judecător de instrucție, Cabinetul Nr.10, Cpt. rez. Ion Răsnovanu.)    

### Execuția
(text preluat integral din Ordonanța definitivă a Tribunalului Militar al C.M.C. Judecător de instrucție, Cabinetul Nr.10, Cpt. rez. Ion Răsnovanu.)
Odată împărțiți, legionarii s-au întors la post, așteptând schimbarea gărzii militare și trecerea rondului. În prealabil, înlăturaseră lacătele de la ușile celulelor. În jurul orelor 1 - 1.30, în urma unui semnal convenit dinainte, un foc de pistol, legionarii au pătruns în celulele repartizate fiecăruia, împușcându-i pe prizonieri. Lista cu legionarii din echipa lui Gheorghe Crețu nu a mai fost afișată în corpul de gardă, așa cum se proceda zilnic la schimbarea gărzii, pentru a nu se afla identitatea asasinilor. Gheorghe Crețu, în declarația sa, făcută în fața tribunalului afirmă :
„ Eu am fost repartizat la celula nr.18. La ora 0.30 s-a auzit semnalul. Am deschis ușa celulei, am comandat "drepți", după care am tras, executând prin împușcare toți 14 deținuți care se găseau înăuntru. După executare am recunoscut cadavrele următorilor : Panova, Otto Reiner, Bonea Niculescu, Marin Georgescu, Horwath Iuliu, Horwath Victor, Petre Tudor, Bobocea Gh., Vârfureanu, Malenschi Gh. și frații Bileca (doi). Ceilalți doi nu i-am cunoscut. Repet că execuția am făcut-o prin împușcare și nu am desfigurat nici un cadavru cu toporul. Execuția s-a făcut cu revolvere automate Mausser, cu care era înarmată garda legionară. Dintre executanți cunosc pe următorii : Romulus Opriș, Grozea Dumitru, Marcu Octavian, Pavel Grimalschi, Popescu Ilarion, Sauciuc Vanghele, Iftimescu Ion, Rădulescu Ilie. [...] Execuția a durat aproximativ 10 minute...”
După executarea asasinatelor, grupul de legionari care trebuia să asigure paza deținuților, au părăsit posturile și s-au întors în București.

### Descoperirea asasinatelor
Descoperirea asasinatelor a fost făcută imediat de către unul din soldații de santinelă, un anume Dumitru Gălbinaș, care în jurul orei 1.40, raportează acest fapt comandantului gărzii militare, plt. Dumitru Forțu. Un alt soldat, Manea Constantin, care avea postul chiar în sala pe care se aflau celulele celor asasinați, a declarat ulterior că asasinatele s-au produs în jurul orei 1.30, fiind executate de o echipă de cca. 20 de legionari. Plt. Dumitru Forțu a luat măsuri de întărire a pazei, pentru a nu fi compromise probele materiale, după care și-a anunțat superiorii. Comandantul închisorii, col. Opriș, a fost anunțat în jurul orei 2.20. Comisarul de serviciu la prefectura poliției, un anume Tofan, a anunțat Parchetul de crimele comise la Jilava. Primele bănuieli au fost îndreptate contra legionarilor care lucrau la deshumarea osemintelor lui Corneliu Zelea Codreanu, a Nicadorilor și Decemvirilor.(text preluat integral din Ordonanța definitivă a Tribunalului Militar al C.M.C. Judecător de instrucție, Cabinetul Nr.10, Cpt. rez. Ion Răsnovanu.)
Miercuri, 27 noiembrie 1940, la orele 1.45 - Ministerul de Interne comunică conducătorului statului, generalul Ion Antonescu, că grupul de legionari ce făceau paza deținuților politici de la Închisoarea Militară Jilava au asasinat cu focuri de armă și corpuri contondente pe toți cei 64 de deținuți, după care au dispărut. La orele 2.00,  s-a dat alarma la toate ministerele și instituțiile de stat din București, iar Subsecretarul de Stat al Armatei a ordonat imediat consemn general al trupelor din garnizoană (Divizia a 3-a Infanterie), precum și măsurile urgente de siguranță a instituțiilor de stat și folos obștesc.La orele 10,00, Horia Sima, vicepreședintele Consiliului de Miniștri, este chemat de către Ion Antonescu pentru a da relații asupra evenimentelor de la Jilava. Ca primă măsură, Horia Sima va da un comunicat, în care preciza : "orice abatere de pe linia dreaptă legionară [...] va fi sancționată fără cruțare și conform cu legile speciale".(Comunicatul nr. 153/27 noiembrie 1940, semnat Horia Sima)
La orele 11.00 are loc o ședință a Consiliului de Miniștri, în care s-au analizat evenimentele din noaptea precedentă, și măsurile ce urmează a fi luate. În cadrul acestei ședințe, la orele 13.00, Horia Sima cere un răgaz pentru a depista făptașii. Concluzia trasă va fi că "șeful mișcării și principalii săi locotenenți, sau nu stăpânesc situația în propriul lor partid, sau sunt complici cu elementele teroriste [...]"

### Comunicatul oficial
În data de 28 noiembrie 1940, un comunicat oficial a fost publicat în presă :
„În noaptea de 26/27 noiembrie, - cu ocazia deshumării osemintelor de la Jilava, - legionarii care lucrau la această deshumare, - au pătruns în închisoare și au împușcat pe unii dintre deținuții politici aflați acolo și considerați ca autorii principali ai crimelor săvârșite împotriva Căpitanului și a legionarilor, - sub fostul regim.”
La ancheta din 1941, acest comunicat se va dovedi fals - fiind evident că nu legionarii care participau la deshumare i-au asasinat pe deținuți. Horia Sima ulterior va susține totuși această idee.

### Consecințe imediate
Înainte de 23 ianuarie 1941 nu au fost inițiate acțiuni în justiție pentru prinderea și pedepsirea asasinilor, ci doar o anchetă privind împrejurările asasinatelor și ancheta medico-legală obligatorie pentru înhumarea victimelor. În schimb, Ion Antonescu a dispus măsuri asiguratorii de ordin militar, menite a exercita presiune asupra legionarilor, respectiv : deplasarea trupelor Div. a 3-a Infanterie în dispozitiv, deplasarea unui batalion de care blindate de la Târgoviște spre București, acesta ajungând în Capitală în data de 28 noiembrie 1940, ora 5 dimineața, concomitent cu înlocuirea prefectului poliției Capitalei, Ștefan Zăvoianu, cu colonelul adjutant Pălăngeanu. În data de 28 noiembrie 1940, la orele 12,00 - Ion Antonescu îl numește în calitate de Prefect de Poliție pe Radu Mironovici, Comandant al Bunei Vestiri, colonelul Pălăngeanu nefiind acceptat de Horia Sima. Din comunicatul oficial emis cu această ocazie, nu lipsesc asigurări că : "Guvernul este în căutarea vinovaților, cărora li se vor aplica severe sancțiuni, potrivit legilor în vigoare".
În data de 9 decembrie 1940, generalul Constantin Petrovicescu, ministru de interne, va emite Ordinul nr. 4766/940 prin care va desființa poliția legionară, argumentând că "Mișcarea legionară rezervă membrilor săi alte misiuni de importanță cu mult mai mare". În consecință, poliția legionară este desființată începând cu data de 1 decembrie 1940.

### Ancheta medico-legală
În data de 27 noiembrie 1940 a fost dispusă o anchetă medico-legală privind cele 64 de asasinate. Majoritatea celor asasinați muriseră datorită "suprimării funcțiilor cerebrale consecutiv fracturilor craniene și rănirii creierului prin proiectile de armă de foc". În cadavrele victimelor au fost găsite între 2 (Ion Balint) și 34 de gloanțe (Niky Ștefănescu). O parte din victimele din celula nr.17, cea în care a operat Gheorghe Crețu, s-a constatat că fuseseră lovite în cap cu "un corp tăios greu, cum ar fi un topor". Mihail Moruzov a fost singurul care nu a fost împușcat în cap, decesul acestuia datorându-se rănilor produse de mai multe gloanțe care l-au lovit în gât.

### Opiniile principalilor responsabili
Horia Sima a continuat și ulterior să susțină ideea din comunicatul oficial, că asasinatele din noaptea de 26/27 noiembrie 1940 ar fi fost executate de legionarii participanți la deshumarea osemintelor Căpitanului, Nicadorilor și Decemvirilor. În realitate, deshumarea propriu-zisă s-a făcut în data de 28 noiembrie 1940. Pentru a nu adânci disensiunile dintre Ion Antonescu și Mișcarea Legionară, Ministrul Reichului (ambasadorul Germaniei) la București i-a comunicat lui Antonescu că execuțiile de la Jilava nu sunt un motiv ca să se pună în primejdie existența Statului National-Legionar. Participarea lui Baldur von Schirach și a lui Ernst Wilhelm Bohle la funeraliile Căpitanului, au avut menirea să aplaneze aceste disensiuni, indicând că guvernul Reichului nu dorește pe moment o schimbare a sistemului de guvernare. În  discuțiile purtate cu Baldur von Schirach și cu Ernst Wilhelm Bohle, Horia Sima a reluat aceeași idee :
„I-am explicat starea sufletească a acestor oameni care au lucrat la deshumarea osemintelor Căpitanului și revolta care i-a cuprins când au descoperit trupul Căpitanului ars de vitriol și cu ștreangul la gât.”
În legătură cu afirmația lui Ion Antonescu, referitor la cele 64 de persoane împușcate în noaptea de 26/27 noiembrie la Jilava, asupra căreia au existat controverse, generalul Constantin Petrovicescu a declarat la proces că Ion Antonescu ar fi afirmat : "Nu îmi pare rău de nici unul dintre aceștia, pentru că au făcut prea mult rău acestei țări." Atunci când Președintele, Alexandru Voitin (Voitinovici) i-a cerut lui Ion Antonescu să confirme acest lucru, acesta a afirmat că : "Aceasta nu are nici o legătură cu atitudinea mea".

## Ancheta din 1941
După evenimentele violente din 21-23 ianuarie 1941, cunoscute îndeobște sub denumirea de "Rebeliunea legionară", în afară de judecarea și condamnarea celor care participaseră la aceste evenimente, Ion Antonescu a decis deschiderea unei anchete privind asasinatele din noaptea de 26/27 noiembrie 1940. Prin Ordinul de urmărire nr. 19 860 din 26 martie 1941, comandantul militar al Capitalei a ordonat punerea sub urmărire penală a 16 persoane, legionari, suspectați de implicare în asasinatele din noaptea de 26/27 noiembrie 1940, de la Jilava, cazul fiind repartizat Cabinetului 10 Instrucție al Tribunalului Militar C.M.C. În urma anchetei, încă alte 22 de persoane au fost inculpate în asasinatele de la Jilava, în alte asasinate petrecute în arestul Prefecturii de Poliție, și în asasinarea profesorilor Nicolae Iorga și Virgil Madgearu. Procesul a început în data de 9 iulie 1941 la Curtea Marțială C.M.C. din București. Au compărut în fața curții 17 acuzați, toți în stare de arest. Au fost lipsă 21 de acuzați, din care 20 dispăruți, unul fiind mobilizat. Sentința a fost pronunțată în 22 iulie 1941. 20 de acuzați, printre care Ștefan Zăvoianu, Gheorghe Crețu, Dumitru Groza, etc..., au fost condamnați la moarte. 5 acuzați au fost condamnați la muncă silnică, 6 acuzați au fost condamnați la câte 10 ani închisoare, iar 5 acuzați au fost achitați. Printre cei achitați s-a numărat și fostul secretar al prefecturii de poliție Constantin Orășanu, apărat de Ionel Teodoreanu. Ancheta a relevat și existența unei a 65-a victime, plutonierul de jandarmi Nicolae Ciurea, care a scăpat cu viață în împrejurări neelucidate. Din cei 20 de condamnați la moarte, 14 erau dispăruți. Restul de 6, respectiv Ștefan Zăvoianu, Gheorghe Crețu, Octavian Marcu, Constantin Savu, Anghel Dumitru și Ion Tănăsescu, ultimii 5 fiind participanți direcți la asasinatele de la Jilava, au fost executați în data de 28 iulie 1941. Cu toate acestea, principalele scopuri ale anchetei nu au fost atinse. Nu s-a stabilit cu exactitate lista asasinilor, nu s-a stabilit modul în care au acționat aceștia, nu s-a stabilit cine a dat ordinul, șamd. Ancheta nu reușit să determine vreo implicare a lui Horia Sima în aceste asasinate, deși în rechizitoriu s-au făcut la un moment dat unele aluzii care au dat naștere ulterior la speculații pe această temă. De asemenea, nu au apărut indicii că Ion Antonescu ar fi avut cunoștință de pregătirea acestor asasinate. Comisarul Gheorghe Crețu a luat asupra sa responsabilitatea asasinării a 17 persoane, deși este imposibil să fi acționat singur. 
Nici Dumitru Groza, participant direct și organizator al asasinatelor, într-un interviu din 6 septembrie 1995, urmat de un altul în 10 mai 2000, nu a furnizat detalii despre asasinat.

## Speculații privind asasinatele
Majoritatea speculațiilor  privesc cazul lui Mihail Moruzov, precum și relațiile acestuia cu Ion Antonescu și Horia Sima.
În ceea ce-l privește pe Ion Antonescu se afirmă că Mihail Moruzov ar fi deținut unul sau mai multe dosare compromițătoare privindu-l pe acesta. Așa zisele dosare compromițătoare, care oricum nu erau de resortul SSI, o priveau pe Lița Baranga, mama mareșalului, octogenară la acea dată, ca și presupusa "bigamie", pentru care Ion Antonescu obținuse câștig de cauză în instanță. Aceste dosare fuseseră "instrumentate" din ordinul lui Carol al II-lea, pentru a avea un pretext de a-l înlătura pe general. În ceea ce-l privește pe Ion Antonescu, acesta avea toate motivele să-l trimită pe Moruzov în fața justiției, dat fiindcă astfel de dosare privind viața privată a demnitarilor statului, nu puteau face obiectul activității unui serviciu de contraspionaj al armatei.
În ceea ce-l privește pe Horia Sima, despre acesta se afirmă că ar fi fost "spionul (uneori și informatorul) lui Moruzov, plătit cu 200.000 de lei lunar (70 de salarii medii)". Această afirmație apare în biografia lui Moruzov scrisă de Gheorghe Cristescu, unul din șefii SSI, afirmație citată fără însă a indica vreo sursă. Această chestiune este lămurită însă mai departe, de această dată in extenso, pe baza documentelor de arhivă. Relațiile lui Horia Sima cu SSI datează din primăvara lui 1940, atunci când Sima, arestat fiind, a fost contactat de Moruzov din însărcinarea lui Ernest Urdăreanu, pentru a încerca o mediere care să pună capăt conflictului sângeros dintre Carol al II-lea și Mișcarea Legionară. Chestiunea este cuprinsă într-un referat (Referatul din 31 august 1940, întocmit de Mihail Moruzov), prin care acesta solicita Ministerului Apărării Naționale "aranjarea" situației militare a 12 căpetenii legionare (mobilizate deja la unitățile militare), cap de listă fiind Horia Sima, pentru a putea fi detașate la SSI. Se recomanda de asemenea punerea acestuia în libertate. În schimb, cele 12 căpetenii legionare se obligau să facă propagandă cu formula "Credință pentru Rege și în slujba intereselor țării", scopul principal fiind culegerea de informații privind activitatea "comunistă, teroristă și iredentistă". Șapte zile de la încheierea convenției cu Moruzov, regele avea să abdice. Horia Sima vorbește și el despre această înțelegere menită să-i asigure libertatea de mișcare în organizarea loviturii de stat de la 6 septembrie 1940.
Alte afirmații fanteziste privesc implicarea lui Mihail Moruzov, împreună cu Carol al II-lea și cu Horia Sima, în asasinarea lui Armand Călinescu din 21 septembrie 1939. Această ipoteză a fost lansată de către Ștefan Palaghiță, un dizident legionar "codrenist", ipoteză exploatată ulterior de către istoriografia comunistă. Împotriva acestei teorii se prezintă argumentul conform căruia atentatul reușit contra primului ministru ar fi demonstrat ineficiența serviciului român de informații condus de Mihail Moruzov, spulberând tocmai teza că Horia Sima ar fi fost informator al lui Moruzov "plătit cu 200.000 lei pe lună". De altfel, Horia Sima apare în evidențele SSI de abia în februarie 1939, când a intrat în atenția autorităților, fiind dat în urmărire generală, fotografia sa fiind distribuită sub consemn la frontieră.
Jurnalistul Mihai Pelin, într-un articol pe blogul personal, reluat în presă, printre alte afirmații fanteziste fără acoperire în documente, afirmă că Horia Sima ar fi fugit în Germania, pentru a face spionaj în slujba lui Moruzov. Istoricul Armin Heinen, care a făcut cercetări zeci de ani în arhivele naziste, pe urmele legăturilor dintre naziști și Mișcarea Legionară a demonstrat că aceste legături au fost cvasi-inexistente. În Germania, atât Horia Sima, cât și ceilalți legionari, aveau statutul de refugiați politic, cu un regim extrem de sever - supraveghere permanentă, orice activitate politică era categoric interzisă, libertatea de deplasare extrem de redusă, contactul cu cetățeni germani redus la strictul necesar - în caz  contrar, riscau să fie extrădați, iar acasă îi aștepta execuția.
Altă afirmație fantezistă a fost făcută de fiica lui Moruzov, Aurora Florina, care într-un interviu afirmă că tatăl ei nu ar fi fost asasinat de legionari, ci de soldați, din ordinul lui Ion Antonescu, susținând că a văzut răni produse de baionetă pe cadavrul tatălui ei (11 gloanțe și 5 lovituri de baionetă), chestiune contrazisă de certificatul medico-legal.

## Rezonanțe cinematografice
În filmul Un comisar acuză, regizat de Sergiu Nicolaescu în 1973, eroul principal este însărcinat să ancheteze un masacru similar cu cel de la Jilava. Numele persoanelor și locurilor sunt însă schimbate — de exemplu, închisoarea Jilava este numită "Viraga", prof. Iorga se numește prof. Jugu, etc... Filmul aparține "curentului realist-socialist" iar faptele istorice sunt adaptate punctului de vedere al istoriografiei comuniste. Scenariul menționează în genericul filmului : "În toamna anului 1940, vîrfurile cele mai reacționare ale burgheziei și moșierimii, cu sprijinul Germaniei hitleriste, aduc la putere, în România, dictatura militaro-fascistă. Teroarea legionară se dezlănțuie odios. În acest timp, în întreaga țară, au loc acțiuni de masă, se desfășoară lupta antifascistă condusă de comuniști," perpetuate în timp prin adevărate "legende urbane", cum este cea conform căreia într-una din celulele vecine celor în care se găseau cei 64, s-ar fi găsit și Nicolae Ceaușescu.